# Botiga Rovira
La Botiga Rovira és una obra art déco d'Olot (Garrotxa) protegida com a bé cultural d'interès local.

## Descripció
És una botiga amb distribució en planta característica de la zona, amb façanes interiors reculades respecte al carrer. La decoració està basada en conceptes racionalistes pertanyents al moviment Art Decó. Destaquen els materials i solucions constructives de les seves façanes.